# 于茨泰努特峰
72°30′S 2°50′W / 72.500°S 2.833°W
于茨泰努特峰是南極洲的山峰，位於東部南極洲的毛德皇后地，屬於博格地塊的東北端，由挪威製圖師根據測量和空中照片繪入地圖，現時受南極條約體系管理。